# بند (شعر عربي)
في شعر عربي ، البَـنْـد شعر ذو شطر واحد، يقوم إيقاعه على أساس التفعيلة الواحدة المتكررة بحريَّة تامَّة. وهو نوع من الشعر نشأ في جنوب العراق في القرن السابع عشر الميلادي/ الحادي عشر الهجري وشاع فيه وفي منطقة الخليج العربي والأحواز فترة قصيرة من الزمن، ثم أنصرف عنه الشُّعراء في القرن العشرين الميلادي/الرابع عشر الهجري.

والبند هو نوعٌ لا يتقيد بأسلوب الشَّطرين إلّا نادراً، يُكتب على هيئة النثر، ويقوم على أساس التفعيلة مُخالفاً بذلك كلّ أساليب الوزن العربي السابقة، ويُبنى على بحر الهزج وبحر الرمل دون غيرهما من البحور الشعرية، يجمع بينهما ويُكرّر الانتقال من أحدهما إلى الآخر عَبْر القصيدة كلّها، مع غلبة تفاعيل بحر الهزج، وخاصّة في النماذج القديمة منه. 

ويعتبر البند نموّاً متفرِّعاً عن العروض التقليدي دون الخروج عنه، ولكن لا يعتبره أغلب النقاد شعراً حراً أو نثراً إيقاعيّاً، ويصفونه فنٌّ شعريّ قائم بذاته، وأقرب إلى الشعر من الشعر الحرّ أو النثر الإيقاعي. والجامع بين الشعر الحر والبند هو إقامتها على أساس التفعلية دون الشّطر. 

يبدو أن القدامى من الشعراء بند كانوا يلتزمون، غالباً، قافية واحدة في ختام بنودهم، أمّا الزَّحافات والعلل الجائزة في البند، فهي نفسها التي تدخل بحر الهزج وبحر الرمل. 

## الشعراء بند
يبدو أنّ أول من نظم البند هو ابن معتوق الموسوي، فقد جاء في ديوانه خمسة بنود، أوّلها في وصف الآيات السماوية، وثانيها في وصف الآيات الأرضية، والثالث في ذكر إرسال الرسل، وفي الرابع والخامس مدح، ومن البند الأول قوله:
أيُّها الرّاقِدُ في الظُّلْمَة
نَبِّه طَرَفَ الفكْرة
من رَقْدَة الغَفْلَة
وانظُرْ أَثَرَ القُدْرَة
واجْلُ غَلَس الحَيرة
في فَجر سَنى الخبرة
وأرْنُ إلی الفلكِ الأطلس والعرش
وما فيه من النّقش
وهذا الأفق الأدكن
في ذا الصنع المتْتن
والسبع السماوات
ففي ذلك آيات
هُدى تكشف عن صحّة إثبات إله
كَشَفَت قدرتُه عن غُرر الصُّبح